# Nebula (personaggio)
Nebula è un personaggio dei fumetti pubblicati dalla Marvel Comics, nei quali appare per la prima volta in Avengers n. 257 (luglio 1985), creata da Roger Stern (testi) e John Buscema (disegni). È una supercriminale aliena dell'universo Marvel ed è apparsa frequentemente come antagonista dei Vendicatori, dei Guardiani della Galassia, di Nova (Richard Rider) e di Silver Surfer.

## Biografia del personaggio
Una crudele piratessa spaziale e mercenaria, Nebula prese il comando di Sanctuary II, un'astronave che prima di allora apparteneva a Thanos. Thanos era creduto morto in quel periodo, e Nebula sosteneva di essere sua figlia per incutere paura ai suoi nemici (in realtà era la nipote).
Nebula chiese alla seconda Captain Marvel (Monica Rambeau) di unirsi alla sua armata di mercenari e di aiutarla a conquistare gli Skrull. Marvel si rifiutò quando apprese che Nebula sterminò gli Xandariani e che attaccò i Vendicatori.
Successivamente, Nebula cercò di conquistare la Terra usando il compressore atomico dello scienziato terrestre Dr.Harker per rilasciare una grande quantità di energia che viene assorbita dall'Unione dell'Infinito (questo tentativo ha quasi distrutto l'universo quando l'esperimento ha causato un secondo Big Bang che avrebbe distrutto tutto se non fosse che un piccolo gruppo di Vendicatori, Capitan America, Thor, Spider-Man e Sersi spensero l'equipaggiamento, impedendo la cancellazione dell'esistenza). Nebula combatté i Vendicatori e assorbì il potere dell'Unione dell'Infinito attraverso un impianto nel suo cervello. Perse i poteri quando Sersi rimosse l'impianto cerebrale, ma riuscì a fuggire.

### Il Guanto dell'Infinito
Il redivivo Thanos rimase offeso dalle dichiarazioni di parentela di Nebula. Riprese il controllo della sua nave e la uccise. Successivamente, Thanos usò le gemme dell'infinito per riportare in vita Nebula sotto forma di un grottesco cadavere vivente, sfigurata e bruciata dai suoi raggi di energia e apparentemente catatonica.
Thanos si vantò che Nebula era la sua più grande creazione, incapace di morire ma neanche veramente viva. Dopo che Thanos sconfisse Eternità e preso il suo posto, diventando tutt'uno con l'universo, lasciò il suo corpo incustodito, Nebula prese il guanto dell'infinito dal corpo di Thanos, usò il suo potere per riassumere il suo aspetto e salute originarie e bandì Thanos. Thanos decise di aiutare un gruppo di eroi a sconfiggere Nebula. Il gruppò era formato da Adam Warlock, Doctor Strange, Thor, Hulk, Firelord, il Dottor Destino e Drax il Distruttore, gli unici eroi che Strange riuscì a contattare nel breve tempo che aveva.
Il gruppo affrontò Nebula e, con l'aiuto di Thanos che sfruttò l'inesperienza di Nebula nell'usare il guanto, la ingannarono a rimuovere tutta la morte e distruzione causata da Thanos quando possedeva il guanto. Gli esseri cosmici (liberati dalla prigionia imposta da Thanos) la combatterono e Adam Warlock e Silver Surfer ne approfittarono per prendere il guanto da lei. Nebula fu sconfitta e portata su Titano da Starfox per essere messa sotto processo, mentre Warlock prese il possesso del guanto.
Nebula fu successivamente affrontata da Firelord in una prigione su Titano e venne mostrato in flashback che aveva ucciso il suo padre abusivo. Venne liberata dalla prigione da Geatar e resa un cyborg dal Dr. Mandibus. Cercò di liberare il suo equipaggio di pirati da una prigione spaziale, ma venne intralciata da Silver Surfer e Jack of Hearts. Uccise il suo equipaggio per poter fuggire.

### Annihilation
Nebula apparve durante la saga di Annihilation come membro delle Grazie, un gruppo guidato da Gamora. Combatté contro Ronan l'accusatore e quest'ultimo vinse ferendola gravemente.

## Poteri e abilità
Nebula è una donna atletica e una eccellente combattente sia nel corpo a corpo che con le armi. Possiede un intelletto geniale ed è una brillante stratega. Nebula usa delle pistole che porta ai polsi che sparano raggi capaci di incenerire un uomo. Ha anche un congegno che le permette di assumere sembianze diverse attraverso la riorganizzazione molecolare del suo corpo e dei suoi vestiti. Venne convertita in un cyborg dal Dr. Mandibus, che le diede un occhio sinistro, braccio e spalla artificiali. La parte sinistra della sua testa fu ricoperta di metallo. Nebula possedette brevemente l'Unione dell'Infinito, una combinazione di tre congegni che potevano incanalare tutte le forme di energia in lei, dandole poteri speciali. Fu anche in possesso del Guanto dell'Infinito, dove furono tenute le sei Gemme dell'Infinito che danno poteri illimitati sulla realtà a chi le possiede.

## Altri media

### Marvel Cinematic Universe

Nebula interpretata da Karen Gillan in Guardiani della Galassia (2014)

Nel media franchise del Marvel Cinematic Universe, Nebula è interpretata dall'attrice scozzese Karen Gillan. Qui Nebula prova un profondo odio nei confronti di suo padre perché non l'ha mai considerata una figlia ma solo uno strumento preferendo Gamora a lei, infatti vorrebbe uccidere anche sua sorella adottiva. Nebula e Gamora da piccole si sfidavano e ogni volta che Nebula perdeva le veniva strappato un pezzo del suo corpo da Thanos al fine di renderla "l'equivalente" di Gamora e infatti ha impiantate delle parti robotiche nel corpo. In segreto cerca un modo per uccidere Thanos:
- Fa il suo debutto nel film Guardiani della Galassia (2014) come antagonista secondaria del primo film, insieme a Ronan l'Accusatore e Korath. Viene inviata da Thanos per aiutare Ronan ed ella appoggia quest'ultimo a ribellarsi al titano pazzo quando decide di tenere per sé la Gemma del Potere. Affronterà sua sorella venendo sconfitta per poi fuggire via.
- In Guardiani della Galassia Vol. 2 (2017) Nebula è un'antieroina ma in seguito si allea con gli ex nemici Guardiani della Galassia e li aiuta a sconfiggere il padre naturale di Quill, Ego. In questo film cerca di uccidere nuovamente sua sorella e dopo un duro scontro in cui vince Nebula, quest'ultima non riesce a uccidere Gamora per affetto e, dopo un'aspra discussione e la battaglia col Celestiale Ego, le due riescono a riappacificarsi. Gamora inviterà la sorella a unirsi ai guardiani ma Nebula rifiuta rispondendo che andrà a uccidere l'odiato Thanos.
- In Avengers: Infinity War (2018), Nebula è stata catturata da Thanos e, torturandola davanti alla sorella, Thanos costringe Gamora a dirgli dove si trova la Gemma dell'Anima. Tuttavia Nebula si libera e si reca su Titano e insieme ad Iron Man, Spider-Man, il Dottor Strange, Star-Lord, Drax e Mantis affronta Thanos ma quest'ultimo riesce a sconfiggerli tutti. Dopo che il titano ha ottenuto tutte le gemme, con i suoi poteri fa dissolvere nel nulla metà popolazione dell'universo, Nebula è fra coloro che si salvano rimanendo su Titano insieme a Tony Stark.
- In Avengers: Endgame (2019), appaiono due versioni del personaggio: una, nel 2023 come una dei protagonisti e membro degli Avengers, e l'altra, (proveniente dal 2014 alternativo) è una dei due antagonisti secondari. All'inizio del film, Nebula e Stark utilizzano la navicella dei Guardiani della Galassia per recarsi sulla Terra ma il carburante finisce e rimangono alla deriva nello spazio per 23 giorni, fino a quando vengono soccorsi da Carol Danvers, alias Capitan Marvel, alla base operativa degli Avengers. Riunitesi col gruppo, riescono a rintracciare Thanos, il quale sembrava svanito nel nulla dopo gli eventi della battaglia di Wakanda. Scoprono sconvolti che Thanos ha distrutto le Gemme dell'Infinito, avendo ormai raggiunto il suo obiettivo e fatto in modo che fosse irreversibile, venendo così decapitato da Thor. Non potendo fare più niente, gli Avengers si vedono costretti ad andare avanti sforzandosi di accettare la sconfitta e la perdita dei loro cari. Passano cinque anni, durante i quali Nebula e Rocket continuano a svolgere il loro lavoro da Guardiani rimanendo in contatto con gli Avengers e con Carol Danvers. Quando viene scoperto un modo per viaggiare nel tempo e annullare le spietate azioni di Thanos, Nebula e Rocket tornano sulla Terra, e insieme agli Avengers viaggiano nel Regno Quantico per tornare indietro nel tempo e recuperare le gemme dell'infinito. Nebula, War Machine, la Vedova Nera e Occhio di falco tornano nel 2014. Natasha e Clint si recano su Vormir per recuperare la Gemma dell'Anima, mentre Nebula e Rhodes recuperano la Gemma del Potere. Una volta compiuta la missione, Nebula viene rapita dalla versione esistente nel 2014 di Thanos e viene interrogata dalla sé stessa del passato, che le estorce il piano completo degli Avengers. La Nebula del 2014 inganna gli Avengers recandosi nel futuro e attivando il tunnel quantistico per far sì che la grande stazione da battaglia di Thanos raggiunga la Terra del 2023. Durante la battaglia finale tra gli Avengers e l'esercito di Thanos, Nebula discute con versione passata di Gamora, facendole capire che nel futuro avrebbero sviluppato un solido legame fraterno, nonostante le passate inimicizie. A questo punto Gamora si convince, libera la sorellastra e, dopo aver cercato di farla passare dalla loro parte, Nebula uccide la sua controparte del passato mentre questa cerca di recuperare il nuovo Guanto dell'Infinito e uccidere Gamora. Partecipa alla battaglia e assiste poi alla sconfitta di Thanos, polverizzato con il suo esercito grazie allo schiocco di dita di Tony Stark, usando le Gemme dell'infinito. Finita la battaglia, si riunisce ai Guardiani della Galassia con il loro nuovo membro: Thor.
- Nebula compare anche nella serie animata del Marvel Cinematic Universe What If...? (2021), doppiata dalla stessa attrice Karen Gillan.
- In Thor: Love and Thunder (2022), Nebula dopo molte avventure insieme ai Guardiani e a Thor si separa da quest'ultimo quando il Dio del Tuono decide di abbandonare la squadra per indagare su Gorr il Macellatore di Dei. In seguito parte con i suoi compagni per rispondere alle chiamate di soccorso dovute agli omicidi di Gorr in giro per il cosmo.
- Nebula compare in Guardiani della Galassia Holiday Special (2022), al fianco degli altri Guardiani per festeggiare il Natale su Ovunque, la loro nuova base. In questa occasione, regalerà a Rocket il braccio bionico di Bucky Barnes.
- In Guardiani della Galassia Vol. 3 (2023), su Ovunque Nebula viene attaccata insieme agli altri Guardiani da Adam Warlock, il quale ferisce Rocket e fugge via dopo essere stato ferito a sua volta da Nebula. Quest'ultima poi partirà insieme ai Guardiani in una missione per salvare Rocket, scontrandosi con il malvagio creatore del procione, l'Alto Evoluzionario. Dopo aver salvato Rocket ed aver sconfitto l'Alto Evoluzionario, i Guardiani si separano e Nebula decide di rimanere su Ovunque per ricostruirla e gestirla insieme a Drax.

### Televisione
- Nebula compare in due episodi della serie animata di Silver Surfer, doppiata da Jennifer Dale.
- Compare in un episodio di Super Hero Squad Show, doppiata da Jane Lynch.
- Nebula compare nella serie animata Guardiani della Galassia, doppiata da Cree Summer.
- Nebula è presente nella serie animata Marvel Super Hero Adventures, doppiata da Diana Kaarina.

### Videogiochi
- È il penultimo boss di Marvel Super Heroes in War of the Gems per il SNES.
- Compare in Marvel Super Hero Squad: The Infinity Gauntlet.
- Nebula compare come personaggio sbloccabile e giocabile in LEGO Marvel's Avengers, LEGO Marvel Super Heroes 2 e Marvel: La Grande Alleanza 3: L'Ordine Nero.
- Nebula appare come personaggio giocabile nel videogioco per smartphone Marvel: Sfida dei campioni.
- Nel famoso Hack 'n slash di Netmarble, Marvel Future Fight, Nebula è uno dei personaggi giocabili.

### Letteratura
- Nebula appare nel romanzo Thanos - Signore della guerra (2018), in cui è narrata la storia di Thanos prima degli avvenimenti dell'MCU.